# Partido Comunista Transnistrio
El Partido Comunista Transnistrio (en ruso: Приднестровская коммунистическая партия) es un partido político transnistrio de ideología marxista-leninista. Oficialmente, se lo considera el sucesor local del PCUS.
Estuvo proscrito gran parte de la década de 1990. Su líder es Oleg Khorzhan y ha sido definido como un partido "joven y dinámico", en contraste con el Partido Comunista de Transnistria, considerado inmovilista.
Apoya la independencia de Transnistria, pero se opuso al gobierno de Ígor Smirnov.
Aunque presentó candidatos para las elecciones legislativas del 11 de diciembre de 2005, no alcanzó los votos necesarios para ganar un escaño, quedándose sin representación parlamentaria. 
En las elecciones presidenciales de 2006, su candidata, Nadezhda Bondarenko, obtuvo el segundo puesto, consiguiendo el 8,1% de los sufragios.
Bondarenko fue detenida el 11 de marzo de 2007, después de participar en una manifestación antigubernamental, llevada a cabo por militantes de la izquierda política y fue sentenciada a tres días de arresto. El 13 de marzo se convocó una nueva manifestación en Tiráspol para reclamar su inmediata liberación.